# ISO 639-3
ISO 639-3 er den tredje version af et sæt standarder for korte ISO-koder for sprognavne. Disse kendes også som sprogkoder.
Før denne version udsendtes fandtes ISO 639-1 (to bogstaver) og ISO 639-2 (tre bogstaver). ISO639-3 er en udvidelse/forbedring som også anvender tre-bogstavskoder.
Ønsker om optagelse af andre sprog kan fremsendes til SIL Internationals website
Standarden udsendtes af ISO 5. februar 2007.
Eksempler:
| Sprog       | 639-1 | 639-2 (B/T) | 639-3 type | 639-3 code   |
| ----------- | ----- | ----------- | ---------- | ------------ |
| Engelsk     | en    | eng         | individual | eng          |
| Tysk        | de    | ger/deu     | individual | deu          |
| Arabisk     | ar    | ara         | macro      | ara          |
| Arabisk     | ar    | ara         | individual | arb + others |
| Kinesisk    | zh    | chi/zho     | macro      | zho          |
| Mandarin    | zh    | chi/zho     | individual | cmn          |
| Kantonesisk | zh    | chi/zho     | individual | yue          |
| Minnan      | zh    | chi/zho     | individual | nan          |